# 共安彝族乡
共安彝族乡，是中华人民共和国四川省乐山市金口河区下辖的一个彝族乡。

## 行政区划
共安彝族乡下辖以下地区：
新村、新建村、小河村、文店村、象鼻村、大板村和林丰村。